# US Open 2009 - Doppio femminile in carrozzina
Korie Homan e Esther Vergeer hanno battuto in finale 6-2, 6-2 Daniela DiToro e Florence Gravellier.

## Teste di serie
1. Korie Homan /  Esther Vergeer (campionesse)
2. Daniela DiToro /  Florence Gravellier (finale)

## Tabellone

### Legenda
| - Q = Qualificato - WC = Wild card - LL = Lucky loser | - ALT = Alternate - SE = Special Exempt - PR = Protected Ranking | - w/o = Walkover - r = Ritirato - d = Squalificato |

### Finali
|  | Semifinali | Semifinali                         | Semifinali                         | Semifinali                         | Semifinali                         |  |  | Finali | Finali                             | Finali                             | Finali | Finali |  |
|  |            |                                    |                                    |                                    |                                    |  |  |        |                                    |                                    |        |        |  |
|  | 1          | Korie Homan Esther Vergeer         | Korie Homan Esther Vergeer         | Korie Homan Esther Vergeer         | w/o                                |  |  |        |                                    |                                    |        |        |  |
|  |            | Emmy Kaiser Sharon Walraven        | Emmy Kaiser Sharon Walraven        | Emmy Kaiser Sharon Walraven        |                                    |  |  | 1      | Korie Homan Esther Vergeer         | Korie Homan Esther Vergeer         | 6      | 6      |  |
|  |            | Jiske Griffioen Aniek van Koot     | Jiske Griffioen Aniek van Koot     | Jiske Griffioen Aniek van Koot     | Jiske Griffioen Aniek van Koot     |  |  | 2      | Daniela DiToro Florence Gravellier | Daniela DiToro Florence Gravellier | 2      | 2      |  |
|  | 2          | Daniela DiToro Florence Gravellier | Daniela DiToro Florence Gravellier | Daniela DiToro Florence Gravellier | Daniela DiToro Florence Gravellier |  |  |        |                                    |                                    |        |        |  |